# Cantone di Le Grand-Pressigny
Il Cantone di Le Grand-Pressigny era una divisione amministrativa dell'arrondissement di Loches.
A seguito della riforma approvata con decreto del 18 febbraio 2014, che ha avuto attuazione dopo le elezioni dipartimentali del 2015, è stato soppresso.

## Composizione
Comprendeva i comuni di:
- Barrou
- Betz-le-Château
- La Celle-Guenand
- Ferrière-Larçon
- Le Grand-Pressigny
- La Guerche
- Paulmy
- Le Petit-Pressigny
- Saint-Flovier